# Isabella Damla Güvenilir
Isabella Damla Güvenilir (ur. 18 stycznia 2009 w Nowym Jorku) – turecka aktorka dziecięca i wideoblogerka.

## Życiorys
Isabella Damla Güvenilir urodziła się 18 stycznia 2009 w Nowym Jorku. W wieku czterech lat wraz z rodziną przeprowadziła się do Turcji.
Jako sześciolatka została zauważona przez twórców serialu Elif, w którym w latach 2014–2019 wcielała się w rolę postaci tytułowej. W 2017, na potrzeby tej produkcji, wykonała utwór pt. „Buradayım”, do którego słowa i muzykę napisał Murat Evgin. W tym samym roku otrzymała nagrodę Latina TV Turkish Awards w kategoriach Najlepszy aktor dziecięcy oraz Najbardziej inspirująca postać. W 2019 uzyskała nominację w konkursie Latina TV Turkish Awards w kategorii Najlepszy aktor dziecięcy. W latach 2019–2020 występowała w serialach Kadın w roli Selin oraz Promyk nadziei, w którym wcieliła się w postać Bahar. W 2023  zagrała siostrę głównego bohatera w serialu Kader Oyunlari.

### Pozostałe przedsięwzięcia
W 2016 razem ze starszą siostrą Nazli rozpoczęła prowadzenie własnego kanału Pokito w serwisie internetowym YouTube.

### Życie prywatne
Jej ojciec, Kaya, jest kapitanem jachtowym, a matka, Yurdanur, właścicielką restauracji. Ma starszą siostrę, Nazli. Mieszka w Şile.

## Filmografia
| Seriale telewizyjne |                |                                        |       |
| Rok                 | Tytuł          | Reżyseria                              | Rola  |
| 2014–2019           | Elif           | Fulya Yavuzoğlu, Canan Yılmaz          | Elif  |
| 2019–2020           | Kadın          | Nadim Güç, Merve Girgin                | Selin |
| 2019–2020           | Promyk nadziei | Ayhan Özdemir                          | Bahar |
| 2023                | Kader Oyunlari | Serkan Aydiner, Emre Bahadir Çirakoglu | Elfin |

## Nagrody i nominacje
| Rok  | Nagroda                  | Kategoria                             | Rezultat  |
| ---- | ------------------------ | ------------------------------------- | --------- |
| 2017 | Latina TV Turkish Awards | Najlepszy aktor dziecięcy             | Nagroda   |
| 2017 | Latina TV Turkish Awards | Najbardziej inspirująca postać (Elif) | Nagroda   |
| 2019 | Latina TV Turkish Awards | Najlepszy aktor dziecięcy             | Nominacja |